# Partieel molair volume

Het molaire volume van een thermodynamisch systeem met twee componenten (A en B). Voor een compositie x_{A} = 0,55 + x_{B} = 0,45, zijn V_{A} en V_{B} de partieel molaire volumes van A en B respectievelijk. Het verschil in molair volume dat door mengen van de componenten wordt veroorzaakt (Δ_{mengen}V) is een functie van de molfracties van A en B. Bij een pure compositie van x_{A} = 1,0 of x_{B} = 1,0 is het molaire volume gelijk aan het molaire volume van de pure component (V°_{A} of V°_{B}). Bij andere samenstellingen zijn de partieel molaire volumes kleiner.

Het partieel molaire volume ({\displaystyle V_{i}} of {\displaystyle {\bar {V}}_{i}}) is een begrip uit de fysische chemie en thermodynamica en is gedefinieerd als de partiële afgeleide van het volume ({\displaystyle V}) van een mengsel naar de stofhoeveelheid ({\displaystyle n}) van een van de componenten in het mengsel.
{\displaystyle V_{i}=\left({\frac {\partial V}{\partial n_{i}}}\right)_{p,T,n_{j\neq i}}}
Het partieel molaire volume van een bepaalde component in een systeem met meerdere componenten, zoals een oplossing of legering, is het (theoretische) aandeel dat deze component heeft in het totale volume:
{\displaystyle V=\sum _{i}n_{i}V_{i}}
en in het molaire volume:
{\displaystyle V_{\mathrm {m} }=\sum _{i}x_{i}V_{i}}
met {\displaystyle x} de stofhoeveelheidsfractie.
Omdat de intermoleculaire krachten tussen de verschillende componenten in het mengsel kunnen verschillen van de interacties in de ongemengde stoffen, kan er een verschil zijn tussen het partieel molaire volume van de componenten in het mengsel en het molaire volume van de zuivere stoffen. Hierdoor zal het totale volume van een oplossing verschillen van de opgetelde volumes van de verschillende zuivere componenten, wat ervoor zorgt dat bij het mengen bijvoorbeeld volumecontractie optreedt.